# Mateo Santos Cantero
Mateo Santos Cantero (Villanueva de los Niñas, 1891 - México, 1964) fue un periodista y, desde 1926 hasta el 1934, director literario de la revista de cine catalana Popular Film. Posteriormente, creó otra revista cinematográfica, Cinefarsa. 
Editó varias novelas y libros, colaboró en diferentes revistas y publicaciones y dirigió cuatro films documentales. Fue militante de la CNT-FAI y en su segundo film recogió las imágenes de Barcelona después de la sublevación militar de 1936.
Agrupó, como Director Literario de la revista Popular Film, a la «Generación de Popular Film», un conjunto de jóvenes que escribían con el intento de mejorar el cine e inculcar al público la necesidad de ver un gran cine.
Algunos de sus artículos los firmó con el pseudónimo Gazel, renombre que volvió a utilizar en 1945 en España Libre (París) donde escribió sobre literatura y cultura.
Poco antes de acabar la Guerra Civil Española se fue a Francia, donde pasó por los campos de prisioneros de Argelès y Le Barcarès hasta agosto de 1939. En 1940 pidió permiso de residencia y se estableció en Burdeos. El 1944 dirigió en Toulouse "el periódico confederal de artes y letras" con su sobrino, el grafista y cineasta Ángel Lescarboura Santos. En 1948 se estableció en México, donde practicó la crítica cinematográfica y taurina.

## Publicaciones Periodísticas
Algunas de las publicaciones periodísticas de Mateo Santos se hicieron en los siguientes medios:
- Los miserables (1915-1918)
- El Cine (1910-1936)
- El Timón, Tierra y Libertad y Tiempos Nuevos.
- Popular Film. Director Literario (1926-1934)
- Cinefarsa Fundador(1934-1936)
- España Libre (Paris)(1945)
- Revista de Revistas (México) (1954)

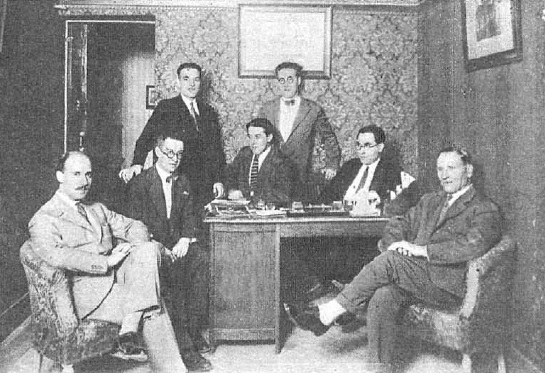
Santos y otros periodistas de la revista reunidos en 1927 con directivos de la productora cinematográfica E.L.A.

## Cortometrajes documentales
- Estampas de España. Córdoba (1934).[3]
- Reportaje del movimiento revolucionario de Barcelona (1936) - para la Oficina de Información y Propaganda de la CNT/FAI
- Barcelona trabaja para el frente (1936) - por el Comité Central de Alcances de Barcelona
- Forjando la victoria (1937) - para el Sindicato de la Industria del Espectáculo Films (SIE Films)de la CNT

## Poesía y narrativa
- Los amores trágicos de Rosita Rodrigo (1917)[3][4][5]
- La Venus de nieve (1925)
- Los héroes del siglo XX (1926)
- Ando de la ermita y Ruta desconocida (1928) (Obras dramáticas)
- Carne de Caín, Barcelona (1936) (novela)
- El Cine bajo la esvástica. La influencia fascista en el cine Internacional. Barcelona (1937)
- Aguafuertes de la guerra civil (dibujos de Ramon Isern) (1936)
- vuelvo a Cervantes. Elogio de la mujer manchega miedo Antonio Machado (1947)
- Images del Espagne franquiste (1947)
- Conquistadoras de arena. (1948)
- Diccionario de sinónimos de la lengua castellana. México (1948)